# Воспоминание о Флоренции
«Воспомина́ние о Флоре́нции» ре минор (итал. d-moll), op. 70 (в «Тематическом и библиографическом каталоге произведений П. И. Чайковского» — ČW 94, а в англоязычном тематико-систематическом каталоге Bloomington & Indianapolis 2002 года — TchH 118) — одно из последних крупных сочинений российского композитора Петра Ильича Чайковского для секстета струнных инструментов, первый вариант был создан в летние месяцы 1890 года в селе Фроловское в окрестностях города Клина, вторая редакция относится к 1892 году и создана в Париже.
«Воспоминание о Флоренции» написано по случаю избрания композитора почётным членом Санкт-Петербургского общества камерной музыки и было впервые исполнено музыкантами этого общества в ноябре 1890 года.
Британский биограф композитора Энтони Холден считал, что «Воспоминание о Флоренции» представляет собой не столько программное сочинение, непосредственно вдохновлённое итальянскими темами, сколько «задумчивые recherche du temps perdu» (с фр. — «поиски потерянного времени») — музыкальный эквивалент творений поэтов-романтиков, выражавших воспоминания в спокойной обстановке о бурных переживаниях в прошлом (англ. «emotion recollected in tranquillity»). Он считал, что, возможно, это — самое личное из произведений Чайковского среднего размера, написанное по внутреннему побуждению, а не по заказу к определённому сроку. Он называл секстет «трогательным произведением» и увидел в нём тревогу, являвшуюся отголоском последних симфоний, но в более мягком — рефлексивном и лирическом ключе.
В отношении степени использования итальянского материала (на что указывает само название произведения «Воспоминание о Флоренции») музыковеды не единодушны. Если одни распространяли итальянский колорит на всё произведение, то другие ограничивали его только Второй частью, утверждая, что к финалу он полностью исчезает. Ещё часть критиков считали итальянскими лишь отдельные темы в Первой и Второй частях.
Среди лучших записей секстета выделяются запись Квартета имени Бородина, «Camerata Lysy», «Ленинград-квартета», а также оркестровые версии записи сочинения — Филиппом Антремоном с Венским симфоническим оркестром и Ричардом Хикоксом с Лондонским оркестром «Симфония».

## Создание первой версии секстета
21 сентября 1886 года Пётр Ильич Чайковский был избран почётным членом Санкт-Петербургского общества камерной музыки. Об этом композитора в официальном письме уведомил председатель Общества, скрипач Евгений Альбрехт. В ответ на это Чайковский писал: «Многоуважаемый Евгений Карлович!… я даю Вам положительнейшее обещание написать и посвятить Обществу какое-либо произведение камерной музыки, за которое примусь тотчас после того, как будет окончен поглощающий теперь всё моё время труд (инструментовка „Чародейки“). И только тогда, когда это будет сделано, я почувствую себя до некоторой степени достойным того почётного звания, которым Вы меня удостоили». Оба письма были опубликованы газетой «Музыкальное обозрение» (письмо Альбрехта — 25 сентября, а Чайковского — 30 октября 1886 года).
Документальных свидетельств, почему Чайковский остановил свой выбор на секстете для струнных инструментов, нет. Кандидат искусствоведения Григорий Моисеев предполагал, что Чайковский после длительной паузы в работе над инструментальными ансамблями решил начать с «чистого листа» — с новой для себя жанровой разновидности — или вышел за рамки струнного квартета, ожидая от нового камерного состава более широких возможностей. Моисеев также допускал, что это решение могло быть результатом договорённости с музыкантами Санкт-Петербургского общества камерной музыки. Впоследствии композитор писал, что обещал им именно секстет. Выполнение обещания растянулось на 1886—1890 годы. Композитор дважды приступал к работе над сочинением секстета — в 1887 и 1890 годах. В первый раз Чайковский принялся за него после окончания партитуры «Чародейки» — в середине июня 1887 года.
Ещё раньше началась предварительная работа — Чайковский приступил к изучению камерных партитур европейских классиков. В 1886 году Чайковский приобрёл почти целую серию изданий камерной музыки, в которой представлен широкий спектр струнных составов — от трио до нонета. Работа с произведениями из этой серии отражена в дневнике композитора и на страницах самих партитур. Григорий Моисеев в одной из своих статей утверждал, что данная серия Payne’s kleine Partitur-Ausgabe напрямую связана с «творческим процессом» композитора над сочинением секстета. Он же, но в книге 2009 года «Камерные ансамбли П. И. Чайковского», с удивлением отметил, что как раз струнных секстетов в этой коллекции нет. Моисеев делал вывод, что это отсутствие могло служить для Чайковского дополнительным стимулом к испытанию себя. О сочинении секстета Чайковский впервые обмолвился в дневниковой записи от 16 июня 1887 года (время пребывания на Кавказских водах в Боржоми): «Великолепный день. Встал в 7 ут. Чувствовал в течение всей процедуры питья вод какую-то тяжесть и неохоту двигаться. Чай и чтение. Немного сочинял (начало секстета)». Чайковский также сообщал о сочинении секстета в письмах от 20 и 27 июня. Больше ни в дневнике, ни в письмах упоминаний о секстете нет. Композитор оставил работу над произведением. Эскизы 1887 года на 2009 год были неизвестны. Моисеев отмечал, что процесс работы над секстетом шёл одновременно с сочинением «Моцартианы» — в период усиления влияния классицизма на творчество композитора.
Мысли о секстете не покидали композитора. Он вспоминал о нём в письме к Надежде фон Мекк из Тифлиса от 13 апреля 1888 года. Работу над струнным секстетом композитор возобновил весной — летом 1890 года. Первые наброски с пометой «для финала секстета» (в окончательном тексте они так и не были использованы) зафиксированы на последних страницах эскизной тетради оперы «Пиковая дама». Систематическая работа над произведением началась в середине июня в усадебном доме в селе Фроловское в окрестностях Клина. 12 июня Чайковский сообщил своему другу и коллеге Константину Альбрехту: «Оперу я кончил. Принимаюсь за секстет для стр(унных) инструментов, уже давно обещанный Квартетному обществу Евгения Карловича». Моисеев считал, что композитор начал писать секстет 13 июня. Работа над ним несколько раз прерывалась. 16—17 июня Чайковский знакомил Александру Губерт, Николая Кашкина и Петра Юргенсона с музыкой «Пиковой дамы»; 29 июня отмечал именины; с 4 по 8 июля ездил в Тульскую губернию к будущему исполнителю партии Германа Николаю Фигнеру. Композитор в переписке утверждал, что на начальном этапе струнный секстет требовал от него серьёзного напряжения сил.
В письме к Модесту Чайковскому композитор так описывал трудности работы: «Я начал его третьего дня и пишу с невероятной натугой; меня затрудняет не недостаток мыслей, а новость формы. Нужно 6 самостоятельных и притом однородных голосов. Это невероятно трудно». Эту же мысль Чайковский проводил в письме Александру Зилоти: «Начал писать секстет, и сочинение пока идёт очень туго; меня ужасно затрудняет совершенно новая форма изложения; всё время мне кажется, что настоящих шести голосов нет, что я сочиняю, в сущности, для оркестра и только перекладывая на шесть струнных инструментов. Но может быть, как войду в колею, так лучше пойдёт». Во Фроловском, где композитор сочинял секстет, именно в это время гостил Николай Кашкин. В своих воспоминаниях он отмечал изменение настроения композитора в процессе работы: «Когда мы сходились за обедом или ужином в начале сочинения секстета, Пётр Ильич жаловался, что ему очень трудно совладать с этой задачей; несколько дней спустя он сообщил, что дело идёт лучше, а потом, полушутя, говорил, что иначе, как для секстета, трудно и писать, — так что задача писания для такого сочетания инструментов казалась вполне разрешённой».
На основе переписки Чайковского Моисеев датировал 30 июня окончание эскизной работы, а к 14—20-м числам июля относил работу над созданием партитуры. 27 июля композитор отвёз её своему другу, художественному критику и композитору Герману Ларошу для переписки отдельных партий. В августе он планировал пробное исполнение секстета, но оно не состоялось. В связи с болезнью альтиста, который просил не передавать его партию другому исполнителю, пробное исполнение пришлось перенести с начала на ноябрь, а затем и на декабрь. В конце концов оно состоялось 25 ноября 1890 года в гостинице «Россия» на Мойке у Красного моста, где в это время остановился прибывший в Санкт-Петербург Чайковский. Исполнителями стали музыканты Общества камерной музыки: Евгений Альбрехт, Франц Гильдебранд, Александр Вержбилович, О. Ф. Гилле (Хилле), Александр Кузнецов и Б. К. Гейне. На исполнении присутствовали сам автор, Александр Глазунов, Анатолий Лядов, Герман Ларош и близкие родственники композитора.
Существует и другая версия датировки. Она учитывает письмо Чайковского Александру Глазунову от 17 ноября 1890 года, в котором он пишет об исполнении секстета в ближайший вторник (20 ноября). Чайковский также просит пригласить на этот концерт «Лядова, обоих Блуменфельдов и Лаврова», а также Николая Римского-Корсакова.
Уже тогда Чайковский принял решение переделать скерцо и финал. 28 ноября 1890 года состоялось первое публичное исполнение секстета теми же исполнителями на четвёртом собрании Петербургского общества камерной музыки. Концерт был посвящён 25-летию творческой деятельности Чайковского. Композитор был разочарован своим произведением и даже отрицал его художественную ценность. Два года вообще сочинение не звучало, так как Пётр Ильич наложил вето на исполнение первоначальной версии. 2 сентября 1891 года на просьбу Евгения Альбрехта дать разрешение повторно исполнить секстет композитор ответил: «Секстет я должен непременно переделать. Надеюсь, что это удастся мне в течение осени или начала зимы». Николай Кашкин в своих воспоминаниях сообщал, что в декабре этого же года спросил Чайковского о судьбе секстета и, к своему изумлению, услышал, что «оно никуда не годится и требует капитальной переделки. Положим, огорчённый автор выразился слишком сильно, однако в самом деле на пробе секстета оказалось, что многое, пленявшее нас на бумаге, в исполнении [струнного секстета] нельзя было разобрать».

## Создание второй редакции секстета
С июня 1891 года Чайковский в переписке сообщал о желании создать вторую редакцию секстета, но был занят работой над балетом «Щелкунчик» и оперой «Иоланта». Композитор начал переработку секстета в декабре в Майданово, а в январе 1892 года, находясь за границей, завершил. Он писал 1 января Петру Юргенсону: «…У меня образовались две свободные недели, которые я решил посвятить исправлениям секстета и избрал местопребыванием Париж, где хочу попытаться прожить это время инкогнито…». Моисеев предполагал, что всю работу Чайковский проделал 12—15 января (25—27, по новому стилю), а затем отправил партитуру в Москву Юргенсону для гравировки. О процессе работы над сочинением он позже писал: «Мне в Париже было весело только первые три дня, пока я был занят секстетом; когда я его тебе отправил, то на меня напала тоска, и я решился поскорее домой ехать».
Вторая редакция секстета была впервые исполнена в Санкт-Петербурге на четвёртом квартетном собрании Петербургского отделения Императорского русского музыкального общества 24 ноября 1892 года. Исполнители: Леопольд Ауэр, Эммануил Крюгер, Франц Гильдебранд, Сергей Коргуев, Александр Вержбилович, Дмитрий Бзуль. Программа концерта предусматривала первым исполнение секстета, но у одного из исполнителей лопнула струна, а для замены не оказалось запасной. Секстет был отложен и первоначально был исполнен Струнный квартет № 4 Людвига ван Бетховена. На следующий день секстет был исполнен на втором заседании Санкт-Петербургского общества камерной музыки (советский музыковед Арнольд Альшванг ошибочно считал это исполнение первым). По свидетельству газеты «Новости и Биржевая газета», исполнение (Евгений Альбрехт, О. Хилле, Франц Гильдебранд, Б. Гейне, Александр Вержбилович, Александр Кузнецов) было безукоризненным, вызвало «нескончаемые аплодисменты и шумные овации, относившиеся как к исполнителям, так и к присутствовавшему на концерте автору. По окончании концерта, представителями Общества камерной музыки был поднесён П. И. Чайковскому, почётному члену общества, изящный эмалированный жетон, в знак глубокой признательности за посвящение обществу своего секстета». 3 декабря секстет был исполнен в Москве (Иван Гржимали, Б. Пащеев, Николай. Соколовский, Я. Альтшулер, Альфред фон Глен, Модест Альтшулер).
Именно вторая редакция была издана в июне 1892 года под названием «Воспоминание о Флоренции» в издательстве Петра Юргенсона в Москве и одновременно в сотрудничавшем с ним издательстве «D. Rahter» в Гамбурге и Лейпциге. Григорий Моисеев обращал внимание, что до получения данного названия музыка секстета не порождала у слушателей никаких «итальянских» ассоциаций. После его появления начались активные поиски в нём итальянских мотивов. Сам же Моисеев утверждал: «если даже „итальянское“ в Секстете присутствует, то оно столь же ассимилировано Чайковским, как русская народная песня в теме вариаций Трио». Он анализировал изменения, произведённые во второй редакции секстета, и констатировал: трио в первой редакции III части «несёт на себе отпечаток тарантеллы», но оно заменено во второй редакции русским танцем, похожим на «Трепак» из балета «Щелкунчик» или на фортепианную пьесу «Приглашение на трепак» (ор. 72, № 18), в побочной же теме финала усилены, напротив, «итальянские» песенные черты, в первой же редакции побочная тема имела гимнический (русский) оттенок. Моисеев указывал, что принадлежность секстета к последнему периоду творчества композитора заставляет искать в нём некие «ретроспективные» элементы. Современный искусствовед Ирина Охалова даже прямо писала, что секстет создан в память о днях, проведённых во Флоренции. Более осторожно выражала свои мысли кандидат искусствоведения Надежда Туманова. По её мнению, пребывание во Флоренции только подтолкнуло композитора к созданию секстета. Энтони Холден считал, что секстет стал данью уважения той творческой атмосфере, которая окружала Чайковского во Флоренции (англ. «memory of the creative climate»).
Советский музыковед Андрей Будяковский датировал посещения Чайковским Флоренции 1) 1874 годом — целью было посещение первого представления «Жизни за царя» Михаила Глинки в Милане, 2) началом 1878 года — после тяжёлого внутреннего кризиса, 3) концом этого же года — он проживал в помещении, которое ему подготовила Надежда фон Мекк, присутствие в городе её семьи «отравляло Петру Ильичу приятное чувство полного одиночества», 4) концом 1881 года и мартом 1882 года — в обоих случаях проездом, 5) композитор также поселился во Флоренции в январе 1890 года — в этот раз Чайковский сильно тосковал по России. К этому времени относится работа композитора над «Пиковой дамой». Наиболее значительным для него, по мнению исследователя, было второе посещение, которое продолжалось две недели. Советский музыковед связывал его с резким изменением настроения композитора, на что повлияли новые впечатления, перемена местопребывания, прогулки на свежем воздухе (любимым местом прогулок стала набережная реки Арно, где собирались уличные певцы и музыканты) и погода — вполне весенняя по характеру, несмотря на завершение календарной зимы. Композитор после длительного перерыва вновь приступил к музыкальному сочинительству и даже написал стихотворение «Ландыши». Андрей Будяковский утверждал, что, приехав во Флоренцию в январе 1890 года, Чайковский «сделал несколько набросков для медленной части струнного секстета», но затем переключился на «Пиковую даму», а продолжил сочинение уже во Фроловском. Подробно освещает пребывание Чайковского во Флоренции кандидат исторических наук и доктор философских наук Алексей Кара-Мурза в книге «Знаменитые русские о Флоренции», вышедшей в 2016 году.
Моисеев писал, что название «Воспоминание о Флоренции» является важным фактором, который способен повлиять на восприятие сочинения и даже на его оценку, «зачастую поверхностную или негативную». Исследователь предполагал, что оно должно было отсылать слушателей к особому типу музыки — «как программной, так и салонной и развлекательной». Он отмечал, что существует целый круг музыкальных произведений-воспоминаний, отмеченных лирикой, юмором и иронией с подобными названиями, но в них может быть скрыта и скорбь, хотя в завуалированной форме. В то же время «произведения с названием „воспоминания“ имеют мало общего с таким музыкально-психологическим феноменом, как „модус воспоминания“, и связанными с ним покоем созерцания и самоуглубления, медленными и умеренными темпами, определённым типом переживания времени… эффектом ретроспективного, а не прямого развёртывания действия». Чаще же всего название «Воспоминание о…» указывало на наличие неких местных по происхождению мелодий или мелодий, которые просто были популярны в данной местности. Иногда подобные названия появлялись по воле издателя, без ведома автора.

## Структура секстета
Состав исполнителей струнного секстета «Воспоминание о Флоренции» ре минор (итал. d--moll), op. 70 — 2 скрипки, 2 альта, 2 виолончели. В произведении четыре части. Их тональности: первая часть — ре минор, вторая — ре мажор, третья — ля минор, четвёртая — ре минор. В «Тематическом и библиографическом каталоге произведений П. И. Чайковского» секстет значится под ČW 94, а в англоязычном тематико-систематическом каталоге Bloomington & Indianapolis 2002 года — под TchH 118.

### I. Allegro con spirito
Allegro con spirito написано в сонатной форме. Оно переработано и сокращено во второй редакции (с 772 до 760 тактов). Укорочен был в разработке предыкт к репризе. В «Музыкальном наследии Чайковского» и «Тематико-библиографическом указателе» было указано, что переработке подверглась кода. На основе рукописных источников Моисеев пришёл к выводу, что кода осталась без изменений. Кандидат искусствоведения Юлия Розанова отмечала страстность, тревожность, взрывной характер главной темы и указывала на близость её с побочной темой в трёхдольности аккомпанемента и «основных интонационных ячеек». Герман Ларош особо выделял именно I часть секстета, в которой отмечал «чудную вторую тему… с великолепно неожиданными гармониями в разработке …этой темы».
Доктор искусствоведения, профессор кафедры теории музыки Московской консерватории Юрий Тюлин дал структурный анализ секстета. Первую часть он делил на следующие структурные эпизоды: главная партия — 1—91 такты, побочная партия — 92—259 такты (музыковед Николай Финдейзен выделял не одну, а целые две побочные темы), разработка — 260—445, главная партия в репризе — 446—521, побочная партия в репризе — 522—673, кода — 674—769 такты. Среди структурных особенностей он особо выделял: трёхчастность главной партии, развитость побочной партии, двухголосный и четырёхголосный канон в побочной партии, «обширность» коды из двух разделов — разработочного и заключительного.
По утверждению доктора искусствоведения Льва Раабена, Первая часть — серенада, картина уличной итальянской жизни. Главная тема звучит fortissimo у скрипки, а струнный аккомпанемент напоминает маленький оркестр. Вторая тема — лирическая, её же Раабен воспринимал как основную (советский музыковед Николай Финдейзен именно её, а не первую тему, считал серенадой). Она — носительница главного образа («широкое bel canto скрипки, полное томления и лёгкой грусти», оно занимает целых 39 тактов), а первая — только её «фон». Связывают две темы аккомпанемент и близость мелодий. В разработке в сопоставлении обеих тем преобладают приёмы имитационной полифонии. Динамичная реприза завершается «виртуозно-инструментальной кодой с характерным для Чайковского убыстрением к концу и с упорно „вколачиваемой“ кадансовой тоникой».
По мнению Арнольда Альшванга, главная тема имеет истоки в итальянских инструментальных мелодиях, но в ней есть и что-то от Феликса Мендельсона и Иоганнеса Брамса, что исследователь считал странным, так как Чайковский отрицательно относился к творчеству последнего. Главным недостатком музыки Брамса композитор считал «измельчание формы или темы тотчас же после её изложения», и именно это качество Альшванг находил в музыке главной партии самого секстета. Основным настроением части является «крайнее беспокойство», выражающееся «в необычных по резкости динамических контрастах». Они же проявляются и в побочной партии. В разработке происходит не усложнение, а упрощение материала экспозиции, в котором звучат «роковые мотивы». Нарастание их приводит к «могучему звучанию» главной партии репризы. Беспокойные контрасты и нарастание звука характерны и для коды.
Музыковед Надежда Туманина считала эту часть самой драматичной, её характер определяется темой главной партии — «взволнованно страстной, несущей в себе тревожное, „взрывное“ начало». Во втором проведении звучит ещё более динамичный её вариант. Индивидуальный характер имеет самая первая интонация — «энергичное „восклицание“». С самого начала утверждается энергичный и волевой образ. Побочная партия в тональности ля мажор — «плавная мелодия дуолями» — противостоит главной. Заключительная партия полна скрытой внутренней напряжённости. Разработка приводит к драматической кульминации. В репризе возвращается образ главной партии, а побочная партия в более прозрачном варианте отходит на второй план.
Кандидат искусствоведения Андрей Мясоедов отмечал сходство этой части с камерными сочинениями Михаила Глинки, приводя в пример трио в Сонате для альта и фортепиано. Первую тему Мясоедов воспринимал как динамичную, стремительную и полную движения, она исполнена волнения и напряжения. Вторая, напротив, выдержана в жанре вальса, задушевна и интимна.

### II. Adagio cantabile e con moto
Adagio cantabile e con moto написано в сонатной форме с эпизодом вместо разработки. Во второй редакции Чайковский несколько сократил эту часть и вместо 215 тактов оставил 204. Он изменил обозначение темпа с «Andante cantabile е con moto» на «Adagio cantabile e con moto». Кроме этого, композитор сократил и изменил переход к репризе. Во Второй части Юрий Тюлин выделял: главную партию — 1—51 такты, побочную партию — 52—91 такты, среднюю часть (её Николай Финдейзен называл «trio» и считал чрезвычайно изящной) — 92—121, главную партию репризы — 122—161 — и побочную партию репризы — 162—204 такты. Среди структурных особенностей он особо выделял: отсутствие связующей части, вместо неё присутствует только короткий переход к побочной партии, отсутствие контраста главной и побочной партий, контрастную среднюю часть и «далёкие терцовые тональные соотношения».
Эту часть Арнольд Альшванг относил к «лучшим медленным частям камерной музыки Чайковского». Она написана в жанре серенады — мелодия свободно звучит на фоне аккомпанемента триолями. Эта мелодия прерывается короткими речитативами в стиле Фредерика Шопена. В среднем разделе Третьей части мелодию серенады прерывает музыка православной панихиды, которая порождает у слушателя мрачные образы.
По мнению Раабена, Вторая часть — чувствительная ария в итальянском стиле скрипки под «гитарные» пиццикато аккомпанемента струнных. После соло скрипки следует её «дуэт» с виолончелью. Середина части — ночной пейзаж. Струнные «шелестят» от трёх к одному пиано, от меццо-пиано к двум пиано, в двух эпизодах звучание нарастает от двух пиано к двум форте (Раабен называл этот эффект оркестровым, но умело использованным в камерном ансамбле). Андрей Мясоедов воспринимал эту часть как светлое лирическое раздумье под спокойную и ясную мелодию, подобную голубому флорентийскому небу. Только в средней части незаметно набегает и вскоре растворяется тень, омрачающая это размышление.
Юлия Розанова видела во Второй части секстета канцону и находила много общего с итальянскими ариями и дуэтами (этого же мнения придерживалась и Надежда Туманина). В её представлении Adagio cantabile e con moto рисует картину тёплой итальянской ночи, в которой влюблённый поёт серенаду у окна своей девушки, аккомпанируя себе на гитаре. Туманина отмечала классическую стройность экспозиции — после «гимнического» фрагмента возвращается настроение первой темы, которая образует «обрамление» центрального раздела. Вместо разработки, по утверждению Туманиной, «следует изящное скерцо — шесть инструментов играют a punta d'arco быстро „разбегающиеся“ триольные фигурки в тихом, „шелестящем“ звучании. Эффект получается поразительный». Уравновешивает композицию всей части точное (кроме изменения тональностей) повторение экспозиции в репризе. Британский музыковед Эдвард Гарден называл этот приём «самым поразительным оригинальным эффектом» секстета.
По утверждению английского музыковеда Дэвида Брауна, композитор не написал «ни одного фрагмента (англ. «no paragraph»), который в итоге производил бы большее впечатление, чем этот». Дэвид Браун отмечал звуковое богатство вступления Второй части, простоту её главной темы, «ещё более поразительной, благодаря потрясающей широте, с которой Чайковский проводит очень простую и очень трогательную мелодию, независимо от того, звучит ли она как отдельная скрипичная партия или в красноречивом диалоге с виолончелью, прежде чем к ним присоединится альт в преддверии к мощной кульминации всей части». Музыка центрального фрагмента, предназначенного для исполнения кончиком смычка, звучит почти украдкой и даёт лишь кратковременную передышку перед возвращением первого фрагмента.
Композитор и писатель Эрнст Маркхем Ли считал эту часть секстета чрезвычайно интересной, отмечая длинную кантилену в сопровождении пиццикато. Наиболее «любопытным» он считал эпизод, в котором инструменты «в быстрых повторяющихся нотах в чередующихся триолях пианиссимо и меццо-форте производят завывающее, стонущее впечатление, как от беспокойного ветра».

### III. Allegretto moderato
Allegretto moderato — скерцо в сложной трёхчастной форме с трио. В эскизах эта часть фигурировала как «Интермеццо». Во второй редакции Чайковский сократил и эту часть, вместо 277 тактов осталось 260. Композитор также пересочинил входящее в эту часть трио (Николай Финдейзен называл это трио «капризным ансамблем»), вместо трёхголосного фугато он создал более короткий гомофонный эпизод. Композитор изменил также заключение первого раздела, а также начало и заключение репризного раздела. В Allegretto moderato Юрий Тюлин выделял: первую часть «А» — такты 1—116, среднюю часть «С» — такты 117—148 — и репризу «А» — такты 149—260. Особенность он увидел в повторном проведении темы «А» в характере русской народной песни.
Юлия Розанова считала, что эта часть переносит слушателей из сферы итальянской образности в русскую народную. Арнольд Альшванг связывал эту часть с Allegretto Седьмой симфонии Людвига ван Бетховена. Для неё характерны поэтическая грусть, единство ритма при динамических контрастах, а для среднего её раздела — богатство орнамента. Музыковед считал, что в силу медленного темпа эта часть не создаёт контраста для соседних и поэтому не может считаться скерцо.
По мнению Эрнста Маркхема Ли, Третья часть — не скерцо, а «пикантное аллегретто» с темой, отданной альту, и эффектной «контртемой» виолончели, которая создана Чайковским «и как мелодия, и как бас», что напомнило музыковеду «великолепную часть из Симфонии ля мажор Бетховена».
Туманина отмечала молодецкую удаль, размах, силу и одновременно глубокую, сумрачную печаль первой темы. Плясовой характер ей придаёт ритмика — дробление четвёртой восьмой в двухчетвертном такте. В средней части использован эффект «прыгающего смычка», который вызывает в памяти народные инструменты. Андрей Мясоедов отмечал в этой части мастерство композитора в вариационной разработке типично русских народных тем. По мнению Дэвида Брауна, после трогательной музыки Второй части Третья переносит слушателей, по крайней мере в начале, в мир фольклора. Она, как и Вторая, содержит три эпизода, первый заставляет ожидать затем простую и сентиментальную танцевальную пьесу, но, вопреки ожиданиям, следует «взбалмошный» и сложный эпизод, в котором лишь при большом желании можно угадать танец. Он очень короткий, после чего возвращается вступительный фрагмент части.

### IV. Allegro vivace
Allegro vivace написано в сонатной форме, усложнённой шестиголосной фугой. Часть была расширена во второй редакции с 479 тактов до 480. Пересочинена была побочная тема в экспозиции, но ритм и гармония в аккомпанирующих голосах частично сохранены. Была переработана фуга в репризе, также было пересочинено и расширено заключение в коде. В заключительной части Юрий Тюлин выделял: главную партию — такты 1—84, побочную — 85—160, разработку — 161—220 (Николай Финдейзен считал, что она «почти отсутствует»), главную партию в репризе — 221—340 такты, побочную партию репризы — 341—444, коду — 445—480 такты. Среди структурных особенностей этой части Тюлин называл: тему «А» в характере русской пляски, связующую часть в форме фугато на самостоятельном материале, то, что главная партия больше побочной партии, короткую разработку, что компенсируется «широким полифоническим развитием» в главной партии репризы (в фуге), признаки репризы в разработке (сначала тема «А» проходит в основной тональности, а после — в тональности g-moll).
В этой части соединяются лёгкий ритм тарантеллы, грузный марш, сложный контрапункт и вакхическая пляска, завершающая секстет. Финал, по мнению Юлии Розановой, наполнен радостью и любовью к жизни. Искусствовед соотносила его с финалами ранних симфоний и квартетов Чайковского. Андрей Мясоедов считал, что финал построен на контрасте двух тем — песенной и плясовой, носит стремительный, подвижный характер.
Лев Раабен считал эту часть автобиографичной (он допускал ностальгический оттенок) из-за использования здесь украинских и русских мотивов. К первым он относил главную тему, в которой украинский колорит усилен инструментовкой, стилизованной под наигрыши на бандуре, и переменным ладом. С точки зрения Надежды Туманиной, главная партия напоминает украинские народные напевы, для побочной же темы характерны широта дыхания и изящество. После волевой и мощной фуги нежно и «ликующе светло» звучит побочная партия, которая переходит в «блестящую бравурную коду».
Доктор искусствоведения Владимир Протопопов в многотомной монографии «История полифонии» анализировал фугу из финала струнного секстета «Воспоминание о Флоренции». Он считал, что здесь фуга играет завершающую роль. Она основана на теме главной партии и продолжает её в репризе финала — «мысль о фугато заложена уже в экспозиции, реализована же в полной мере в репризе». Тема изложена как бы двухголосно. В экспозиции пять проведений темы, затем идёт связующая партия, и после неё снова дважды звучит основная тема, которая переходит в разработку. Она приводит к кульминации «на органном пункте доминанты», после чего вступает побочная тема. Подводя итог своему анализу, Протопопов писал, что «фуга финала служит усилению роли главной темы и её единению с побочной, являющейся целью устремления финала».
Кандидат искусствоведения, профессор кафедры теории музыки и композиции Саратовской государственной консерватории имени Л. В. Собинова Елена Пономарёва утверждала, что в коде финала секстета «Воспоминание о Флоренции», «в момент кадансового „коллапсирования“, словно символ неразрывной „времён связующей нити“ культурной памяти, появляется цитата из Моцарта (главная партия увертюры „Свадьбы Фигаро“». По мнению Пономарёвой, это означает, что «в зоне „жертвоприношения“ (кодовый коллапс), тождественной, как писалось выше, „приближению“ и „обретению Бога“, композитором достигается трансцендентальная стадия „превосходства искусства“… архетипическая надличностность которой и актуализирует „унифицированную реальность“ коллективного бессознательного».
Четвёртая часть, по мнению Дэвида Брауна, является даже более фольклорной, чем Третья. Живость вступления финала переходит в фугу. Это развитие предсказывается композитором уже в самом начале финала при переходе ко второй теме. Браун писал о фуге Четвёртой части: «Несомненно, этот классический пример высокого академического мастерства должен был произвести впечатление на значительное число немецких членов Санкт-Петербургского общества камерной музыки; и я не сомневаюсь, что так оно и было».
По мнению Эрнста Маркхема Ли, первая тема Allegro vivace напоминает «китайскую мелодию (англ. a Chinese melody)», а «грациозная и элегантная вторая тема [написана] в стиле болеро».

## Дошедшие до настоящего времени автографы
В Государственном мемориальном музыкальном музее-заповеднике П. И. Чайковского в Клину хранятся карандашные эскизы Первой части секстета (37 листов размером 26 × 17 см, А1, № 71, папка XXV), эскизы одной темы Второй части и отрывки из Третьей и Четвёртой частей (3,5 листа, А1, № 71, папка XXV), карандашные эскизы первой части первоначальной редакции под названием «Интермеццо» (6,5 листов размером 30 × 22 см, А1, № 72, папка XXV), эскиз, находящийся вместе с эскизами Симфонии «Жизнь» (0,5 листа, размер 26 × 34 см, А1, № 67, папка XXII), карандашные эскизы тем для финала (9 тактов, в тетради, переплетённой с эскизами «Пиковой дамы», размер 26 × 34,5 см, А1, № 30, папка VIII), карандашный эскиз темы для скерцо (6 тактов, в тетради, переплетённой с эскизами «Иоланты» (26 × 34 см, А1, № 31, папка IX)). Моисеев также упоминает лист с началом фугато из трио скерцо в собрании этого же музея (Ф. 88, № 105, Л. 22 (2 страницы — лицевая и оборотная)).
Один лист из скерцо, содержащий окончание фугато, в автографе из архива Музея в Клину отсутствует. Он был вырезан Чайковским из партитуры и отправлен 26 января 1892 года в США авторам-составителям книги «Знаменитые композиторы и их произведения». Этот лист в настоящее время находится в Бостоне в коллекции Музея Изабеллы Стюарт Гарднер. Он содержит 27 последних тактов трио и репризу скерцо. Такт 148 помечен литерой «G». Это, по мнению Моисеева, подтверждает, что данный лист был изъят из автографа партитуры, так как в ней отсутствует именно эта латинская буква. Фрагмент секстета в настоящее время экспонируется в «Жёлтой комнате» Музея Изабеллы Стюарт Гарднер. Он представляет собой заполненный с обеих сторон нотный лист и, кроме нот, содержит текстовую надпись о необходимости повтора 94 тактов.
Более детальный анализ и характеристика дошедших до нашего времени рукописей секстета содержится на русском и параллельном английском языках в книге «Тематико-библиографический каталог произведений П. И. Чайковского» (2006). Доктор искусствоведения Полина Вайдман отмечала более скрупулёзную тематическую работу Чайковского над эскизами «Воспоминания о Флоренции», чем при работе над Шестой симфонией и «Манфредом».

## Музыковедение о секстете «Воспоминание о Флоренции»

### Автор и дореволюционное музыковедение о секстете
Сам Чайковский был первоначально, по словам Николая Кашкина, «совершенно доволен» первой редакцией секстета, но не отдал её сразу в печать, а отложил издание до первого исполнения, чтобы услышать это произведение в живом звучании. «Ах, Модя, что за секстет вышел, и какая там фуга в конце, просто прелесть. Страх, как я собой доволен», — писал композитор своему младшему брату по поводу первой редакции произведения. 30 июня 1890 года композитор подробно рассказывал в письме Надежде фон Мекк о своём творении. Он отрицал «ослабление… [своих] музыкальных производительных способностей», а как пример приводил завершение «Пиковой дамы» и окончание черновика струнного секстета. Чайковский писал, что знает пристрастие фон Мекк именно к камерной музыке, и надеялся, что она вскоре услышит исполнение секстета у себя дома в исполнении собственных музыкантов. Он высказывал также желание, чтобы это сочинение пришлось ей по вкусу; отмечал, что писал секстет «с величайшим увлечением и удовольствием — без малейшего напряжения». Несколько позже он сообщал младшему брату, что настолько увлечён сочинением секстета, что даже охладел к «Пиковой даме». Встретившись с Чайковским спустя некоторое время, Николай Кашкин был удивлён резким изменением отношения автора к секстету: «оно никуда не годится и требует капитальной переделки».
Младший брат Петра Ильича Модест в третьем томе труда «Жизнь Петра Ильича Чайковского (по документам, хранившимся в архиве в Клину) в 3-х томах» (1903) воссоздаёт историю сочинения произведения. Он упоминает о посвящении секстета, относит первую попытку приступить к работе над ним к 16 июня 1887 года, а создание «первой темы анданте» датирует пребыванием во Флоренции зимой 1890 года. Модест Чайковский датирует создание черновых эскизов первой редакции секстета во Фроловском 12—30 июня, а его инструментовку — 13 июля — августом этого же года. «Переделку начерно» (создание эскизов второй редакции) Модест Чайковский относил к декабрю 1891 года, а завершение работы над новой редакцией — к пребыванию в Париже в январе 1892 года. Также он приводит датировки первого исполнения обеих редакций.
Скрипач Евгений Альбрехт выражал своё восхищение уже первой редакцией струнного секстета ещё до его исполнения, ознакомившись только с партитурой и после нескольких репетиций. «Секстет божественен, и с трепетом я ожидаю день следующей репетиции, дающей возможность нам снова наслаждаться Вашим чудным произведением. Никогда мы ещё не были так взволнованы, как нынче, в ожидании [исполнения] Вашего секстета». В одном из писем он даже называл секстет лучшим среди подобных сочинений.
Газеты и музыкальные журналы проигнорировали исполнение первой версии произведения. Появилась только одна анонимная рецензия, которая, в частности, утверждала: «Хотя секстет не богат темами, из которых, всё-таки, надо отдать предпочтение теме adagio cantabile (вторая часть), но это сочинение свидетельствует о замечательной лёгкости письма г. Чайковского и о мастерстве, с которым он умеет обработать музыкальный материал».
Более осторожен в оценках первой редакции был Николай Кашкин. Его похвал удостоились отдельные фрагменты произведения, к другим он высказывал определённые претензии: «Секстет поначалу обещал быть очень хорошим сочинением. Хотя первая тема отзывалась чем-то вроде Рейсигера, но вторая тема и всё развитие первой части были чрезвычайно интересны»; «Первая часть секстета, со второй темой в характере широкой итальянской кантилены… по складу едва ли не напоминала скорее симфоническое, нежели камерное сочинение»; «Особенно интересной казалась фуга, в которой инструменты по два вступали в унисон с темой, потом сейчас же делились на две самостоятельные партии, и простая тема превращалась таким образом в двойную; фуга эта казалась нам чрезвычайно удачною».
Вторая редакция, несмотря на овации публики, была встречена художественными критиками настороженно. Среди упрёков, которые они высказывали в адрес автора были:
- стиль произведения вступает «в противоречие с лирико-драматической природой творчества» автора. В секстете преобладает настроение бесконфликтной умиротворённости, которая противоречит душевному состоянию автора и поэтому производит «двойственное» впечатление;
- были претензии к выбранному автором ансамблю исполнителей. По мнению критиков, струнный секстет вообще «несбалансирован по своей природе»;
- итальянский колорит — избыточно лёгкий по своему характеру, поэтому мало подходит к значительно более строгой и глубокой камерной музыке, а также вступает в противоречие с ярко выраженным «национальным», «русским» по своей сути творчеством композитора.

Русский скрипач и музыкальный критик Виктор Вальтер называл в статье для «Русской музыкальной газеты» (1913) секстет самым слабым произведением Чайковского и писал, что оно редко исполняется из-за необычного состава исполнителей. Он считал, что в великих произведениях композитора всегда присутствует личное начало — искреннее и глубокое выражение чувств. Форма же струнного секстета требует гораздо большей склонности к музыкальной архитектонике и даёт значительно меньше простора для лирики.
Резкий контраст составляет оценка Германа Лароша — единственная полностью положительная характеристика в общем хоре негатива. Ларош находил в секстете «замечательное знание инструментов», «обилие и значительность музыкального содержания», «законченность и монументальность». В отношении же итальянского элемента он утверждал, что это — творческое «задание» (по выражению Григория Моисеева) композитора самому себе на интеграцию его в камерную музыку путём «гибкой и роскошно богатой разработки». Герман Ларош свидетельствовал по поводу второй редакции, что когда Пётр Ильич «окончил секстет для смычковых инструментов, почувствовал, что секстет вышел удачным, и, пленившись необычным составом инструментов, объявил, что „сейчас хотелось бы написать ещё секстет“». Правда, Ларош оговаривал: «В данном случае это говорилось полушутя».

В отношении степени использования итальянского материала музыковеды не были единодушны. Если одни распространяли итальянский колорит на всё произведение, то другие ограничивали его только Второй частью, утверждая, что к финалу он полностью исчезает. Ещё часть критиков считали итальянскими лишь отдельные темы в Первой и Второй частях.
В последней четверти XIX века камерные ансамбли П. И. Чайковского пользовались наибольшей популярностью среди аналогичных сочинений других русских композиторов. С 1872 по 1895 год на концертах Русского музыкального общества в Санкт-Петербурге его Первый квартет звучал 10 раз, Второй — 10 раз, Третий — 6 раз, Фортепианное трио «Памяти великого художника» — 4 раза, но секстет — только 2 раза, хотя с годами количество исполнений увеличивалось. В одной из своих статей Герман Ларош описывает исполнение секстета 11 ноября 1893 года в зале Общества камерной музыки в память усопшего композитора. Небольшой зал бывшей гостиницы Демута был забит публикой (Ларош специально упомянул, что после некоторого перерыва на концерты было разрешено допускать дам, все они были в трауре). По словам музыкального критика, все другие произведения, исполнявшиеся на концерте (Andante funebre e doloroso из Третьего квартета и Фортепианное трио «Памяти великого художника»), «были подавлены широким размахом, учёностью фактуры и, главное, необычайною мелодическою красотою секстета».

### Советское музыковедение о секстете
Академик Борис Асафьев в книге «Инструментальное творчество Чайковского», вышедшей в 1922 году, негативно охарактеризовал первую редакцию секстета, но ни строки не посвятил его второй редакции: «задуманный в плане преодоления материала по принципам полифонической обработки, именно в этом виде оказался неприемлемым как абстрактный незвучный замысел и потребовал коренной переработки». Российский и советский музыковед Николай Финдейзен в книге «Камерная музыка Чайковского» (1930) называл секстет самым слабым камерным произведением композитора. Причины он видел в том, что мир итальянской кантилены был чужим для Чайковского, сам состав исполнителей слишком громоздким для мелодических и гармонических красот, которые Чайковский пытался вложить в него, а разработка музыкальных тем оказалась далека от плавности и лёгкости.
Доктор искусствоведения Арнольд Сохор в книге «Камерное творчество П. И. Чайковского» (1930) утверждал, что струнный секстет получил название «Воспоминание о Флоренции» из-за того, что его главная музыкальная мысль возникла у композитора во время пребывания в этом городе. Он считал, что в произведении сочетаются итальянские, русские и украинские народные мелодии. Финал с двойной фугой он считал высшим достижением русской полифонической музыки, к другим достоинствам этого произведения он относил: близость к симфонической музыке, ясность, живость, уравновешенность и оптимистический характер музыки. Искусствовед оговаривался, что не видит в этом принципиальной новизны для творчества композитора в целом, но именно здесь эти черты проявились «особенно полно и завершённо».
В своей книге «О творчестве и музыкально-эстетических воззрениях П. И. Чайковского» (2008) Андрей Будяковский особую главу «Выявление музыкального образа. Эскизные наброски» посвятил черновикам композитора. В ней он, в частности, анализировал процесс работы композитора над струнным секстетом. Сочиняя впервые произведение для подобного ансамбля, Чайковский испытывал, по мнению исследователя, затруднение не от недостатка музыкальных мыслей, а от необходимости излагать их именно в этой форме — с шестью самостоятельными голосами. Зачёркивания и исправления в партитуре секстета, по мнению Будяковского, подтверждают именно эту мысль. Советский музыковед считал, что в ходе работы Чайковский изначально предполагал и некие корректуры, которые он сможет внести в своё произведение после его прослушивания. В процессе работы над секстетом Чайковский «обогатил свой музыкальный язык новыми достижениями».
Кандидат искусствоведения Андрей Мясоедов отмечал влияние на секстет классических традиций и особенно Моцарта. Это влияние он видел в светлой лирике, «подёрнутой дымкой грусти воспоминаний». Доктор искусствоведения Лев Раабен писал в 1961 году в монографии «Инструментальный ансамбль в русской музыке», что «многие считали и считают» секстет самым слабым из камерных ансамблей Чайковского. Сам советский музыковед констатировал, что в нём «имеются пленительные страницы, покоряющие проникновенной эмоциональностью, но есть и какая-то неопределённость, „смутность“ некоторых образов, меньшая, чем обычно, сила и действенность музыки», и связывал это с тем, что для произведения характерна «„объективная“ тематика, не содержавшая большого драматического конфликта». Раабен считал, что секстет из-за обилия жанровых тем и картинности образов приближается к произведениям сюитного типа.
Кандидат искусствоведения Надежда Туманина во втором томе монографии о жизни и творчестве Чайковского, вышедшем в 1968 году, писала, что не считает секстет центральным произведением позднего периода творчества Чайковского и что он характерен для московского периода творчества композитора. Искусствовед считала, что «Воспоминание о Флоренции» занимает «своеобразное положение» в творчестве автора: мастерство сочетается с яркостью и свежестью мелодий, присутствует синтез лирического и народно-жанрового, в музыке ощущается влюблённость композитора в жизнь, молодость его души, переполняющая его энергия и готовность чутко реагировать на впечатления от окружающего мира.
Доктор искусствоведения Арнольд Альшванг следующим образом давал общую оценку художественной значимости «Воспоминания о Флоренции»: «Композитор блестяще разрешил поставленную перед собой задачу: он разрешил её, добившись почти оркестровой густоты звучания благодаря обилию имитаций, а также одновременным сочетаниям различных мотивов». Он утверждал, что в нём «соединилось острое беспокойство с упорным стремлением к стихии народных — частично итальянских — музыкальных жанров». Секстет Альшванг считал соединительным звеном между «Пиковой дамой» и Шестой симфонией композитора.
Краевед Лидия Конисская в книге, посвящённой пребыванию Чайковского в Санкт-Петербурге, подробно рассказывает об премьерных исполнениях двух редакций секстета. Вот как выглядит рассказ о первом исполнении первой редакции: «Я в самом разгаре своих репетиций и не могу найти досуга. Живу я в чудном помещении, совершенно отдельном», — писал автор о репетициях. Апартаменты автора в гостинице «Россия» были настолько большими, что именно в них и проходили репетиции. Во время пробной премьеры в присутствии друзей им «понравилось далеко не всё». Больше всего было претензий к финалу и скерцо. Именно их негативная реакция, по мнению исследователя, заставила Чайковского поменять своё мнение о секстете на прямо противоположное: «Необходимо переделать радикально струнный секстет, который оказался плох во всех отношениях».
Профессор Московской государственной консерватории, кандидат искусствоведения Юлия Розанова находила в секстете следы влияния как «Пиковой дамы», так и значительно более ранних камерных сочинений — Первого и Второго квартетов Чайковского (с ними общие черты — лирика и народная жанровость). В «Воспоминании о Флоренции», по её мнению, мастерство сочетается со свежестью и непосредственностью. Ансамбль струнных в отдельных фрагментах за счёт умело подобранного колорита звучит как целый камерный оркестр.

### «Воспоминание о Флоренции» в современном российском музыковедении
Доктор педагогических наук, кандидат искусствоведения Людмила Рапацкая отмечала необычный для своего времени состав исполнителей струнного секстета. По её мнению, в его музыке преобладает светлая лирика, однако она увидела в нём и «влияние трагических образов „Пиковой дамы“».
Кандидат искусствоведения Григорий Моисеев посвятил анализу секстета большой раздел книги о камерном творчестве Чайковского. Он подробно проанализировал использование музыкального материала оперы «Пиковая дама» и её драматургии в «Воспоминании о Флоренции», которое он считал значительным. Исследователь отрицал использование Чайковским реальных мелодий, которые композитор мог бы позаимствовать у итальянских уличных певцов, но настаивал на влиянии самой Флоренции как «города» на создание этого сочинения. По мнению современного российского музыковеда, секстет близок к «классической» линии творчества композитора и является своеобразным противовесом «острейшей психологической напряжённости», характерной для «Пиковой дамы». Однако отголоски этой напряжённости отчётливо видны в секстете. Моисеев связывал образный мир секстета с «темой ночи», которая преобладала в позднем творчестве Чайковского, но считал, что в целом в «Воспоминании о Флоренции» преобладает «область света», характерная для «Иоланты». Он отказывался считать правильной гипотезу английского музыковеда Дэвида Брауна, согласно которой на создание Чайковским секстета повлияли консервативные вкусы членов Санкт-Петербургского общества камерной музыки, в котором преобладали выходцы из Германской империи.

### Секстет в зарубежном довоенном музыковедении
Композитор, писатель и пианист Эрнст Маркхем Ли писал, что струнный секстет как камерный ансамбль появился в сравнительно поздний период истории музыки и что ни один из великих мастеров классицизма не отваживался сочинять произведения для такого состава. Даже струнные квинтеты редки в эпоху романтизма, а сочетание двух скрипок, двух альтов и двух виолончелей впервые использовал Луи Шпор, но его секстет (1848) и секстет швейцарского композитора Йозефа Иоахима Раффа (оp. 178), написанный несколько позже, не получили широкой известности, поэтому закрепился как популярный камерный ансамбль он только после сочинения двух секстетов Иоханнесом Брамсом (1860 и 1864—1865). Ли утверждал в своей книге 1904 года, что «невозможно сказать, завоюет ли этот секстет [Чайковского] какую-либо популярность у публики, но [в настоящее время] о его исполнении слышно нечасто, поэтому у него мало шансов стать широко известным». При этом он выражал надежду, что секстет Чайковского — произведение, «которое, быть может, когда-нибудь услышат чаще, чем сейчас». Автор не обнаружил в струнном секстете следов пессимизма последних лет жизни композитора и писал о нём как об «отражении солнечного итальянского неба и светлых часов», но не находил в нём исключительных художественных достоинств, ограничившись оценкой «хорошо написанная, играбельная работа (англ. wellwritten, playable work)».
Английский музыкальный критик Эдвин Эванс в своей книге о Чайковском 1906 года дал лишь краткую характеристику секстета. По его мнению, само название произведения «является достаточным указанием как на его смысл, так и на его происхождение». Он ошибочно считал местом сочинения произведения Италию, а время сочинения датировал 13—30 июня 1890 года. Художественную ценность Эванс считал неравномерной от части к части. Так, например, он отмечал «завораживающую утончённость» Первой части. Музыкальный критик утверждал, что якобы сам композитор «никогда не рассматривал его [секстет] как серьёзную работу, часто наделял её самыми оскорбительными эпитетами». Эванс считал такую суровость чрезмерной, по его мнению, при всех своих недостатках секстет — «приятная и симпатичная композиция, которую всегда можно послушать с удовольствием, хотя, возможно, такое впечатление может быть непрочным».
Немецкий композитор и биограф Чайковского Рихард Штайн писал в книге 1927 года о творчестве композитора, что содержание секстета «легковесно» и этим противоречит представлению о «городе Данте», а само произведение — «салонная вещица для струнного секстета, критическая оценка которой представляется излишней».
Композитор и искусствовед Томас Данхилл в книге «Камерная музыка» (1938) писал о различии духовных миров Брамса и Чайковского, но отмечал, что в произведениях для секстета струнных инструментов они добиваются почти оркестрового звучания, хотя и делают это по-разному. «Воспоминание о Флоренции» он характеризовал как «очень интересный секстет», «из которого можно почерпнуть много нового и наводящего на размышления». Отдельные фрагменты секстета являются почти имитациями оркестрового письма. Однако исследователь отказывался считать, что инструменты в «Воспоминании о Флоренции» играют в стиле, чуждом стилю камерной музыки. Об одном из фрагментов Третьей части он пишет: «С первого взгляда видно, что первый альт здесь трактуется как сольный инструмент, а функции остальных пяти струнных инструментов полностью подчинены ему. Но весь отрывок чрезвычайно эффектен и напоминает тем, кто знаком с некоторыми из наиболее известных форм оркестровки, мелодию деревянных духовых инструментов, поддерживаемую мягкими гармониями медных духовых и аккордами пиццикато на струнных. Такого рода вещи… безусловно, более уместны в секстете, чем в квартете…». Данхилл писал о ясности и очаровании, поучительности, оригинальности этого фрагмента секстета. Его восхищение вызвал также четырёхтактовый фрагмент Второй части секстета («внезапные переходы от mf к pp поразительно эффектны и оригинальны»).

### Секстет в зарубежном послевоенном музыковедении
Английский музыкальный критик Колин Мейсон в статье «Камерная музыка [Чайковского]» (1946) оценивал секстет выше, чем Фортепианное трио «Памяти великого художника». Правда, он писал о подражании Чайковского Брамсу, приводя в качестве возможного образца Струнный квинтет № 2 соль мажор австрийского композитора. Мейсон отмечал, что секстет Чайковского, как и квинтет Брамса, будет хорошо звучать и в переложении для фортепиано. Во владении искусством полифонии, которое композитор продемонстрировал в «Воспоминании о Флоренции», Мейсон сравнил Чайковского с фламандскими контрапунктистами. Самым выдающимся эпизодом этого произведения Мейсон считал фрагмент Второй части с использованием приёма a punto d’arco. Значительно меньшие художественные достоинства Мейсон находил в Третьей и Четвёртой частях секстета. В финале «Воспоминания о Флоренции» он увидел влияние народной танцевальной музыки Кавказа и даже «ещё более восточной» (англ. «from the Caucasus or even further east»).
Профессор Шеффилдского университета Эдвард Гарден в книге о композиторе, вышедшей в 1973 году в издательстве Оксфордского университета, писал, что подзаголовок струнного секстета вводит слушателей в заблуждение, «поскольку единственное, что в этом произведении действительно итальянское, — это великолепные лирические мелодии и преимущественно солнечный характер музыки, несмотря на основную тональность в минорном ладу». Напротив, композитор проявил в музыке секстета свою русскую национальную природу, хотя, по мнению исследователя, в сочинении присутствует и немецкое влияние (особенно заметно оно в Первой части). Гарден ссылался на мнение Колина Мейсона, который увидел сходство с Брамсом «в частом использовании второй скрипки и альтов в подвижных, чисто гармонических пассажах, одинаково оформленных, создающих единую внутреннюю сеть». Сам он находил «тевтонское» влияние в «превосходном контрапунктическом переплетении целой плеяды тем в разработке».
Британский музыковед Джон Гамильтон Уоррак в монографии о композиторе, вышедшей в том же 1973 году в Нью-Йорке, писал, что название секстета является знаком уважения к городу, где композитор часто был счастлив и в котором работал над «Пиковой дамой». По его мнению, в «Воспоминании о Флоренции» «за содержательной первой частью следуют три более лёгкие». Сочетание голосов шести струнных инструментов Чайковским Уоррак называет гениальным. В произведении, по его мнению, «царит атмосфера отдыха, а не серьёзной творческой работы, в его стиле наблюдается некоторая расслабленность (англ. «certain slackness»)».
Украинский музыковед, доктор искусствоведения Галина Побережная считала, что переработка секстета в 1892 году была не борьбой с его воображаемыми или реальными недостатками, а «признаком неугасающей любви к этому сочинению, родившемуся в лучах света и вдохновения его „Пиковой дамы“». Форма сочинения приближена к сонатно-симфоническому циклу. Побережная отмечала в нём «приподнятый эмоциональный тонус», отражавший «подъём жизненных сил Чайковского», «активную ритмическую пульсацию», «волевое ритмическое начало, противодействующее расслабленности общего тонуса [композитора в это время]», «настойчивую мотивную повторность». Украинский музыковед считала «Воспоминание о Флоренции» отголоском «Пиковой дамы» и настаивала, что композитор незаметно для себя вставлял в музыку секстета реминисценции оперы. Галина Побережная, ссылаясь на слова самого Чайковского, противопоставляла «Воспоминание о Флоренции» всем другим камерно-инструментальным сочинениям композитора последних лет его жизни, которые «создавались, как он сам признавался, „для денег“».
Британский биограф композитора Энтони Холден считал, что «Воспоминание о Флоренции» представляет собой не столько программное сочинение, непосредственно вдохновлённое итальянскими темами, сколько «задумчивое recherche du temps perdu» (с фр. — «поиски потерянного времени») — музыкальный эквивалент творений поэтов-романтиков, выражавших воспоминания в спокойной обстановке о бурных переживаниях в прошлом (англ. «emotion recollected in tranquillity»). Биограф считал, что, возможно, секстет — самое личное из произведений Чайковского среднего размера, написанное по внутреннему побуждению, а не по заказу к определённому сроку. Он называл секстет трогательным произведением и увидел в нём тревогу, являвшуюся отголоском последних симфоний, но в более мягком — рефлексивном и лирическом — ключе. Холден утверждал, что перерыв в работе над переработкой сочинения (между 1890 и концом 1891 года) связан с «угасанием первоначального энтузиазма», и отмечал, что между созданием второй редакции и её премьерой прошёл чрезвычайно большой срок.
Среди лучших записей секстета Энтони Холден выделял: запись Квартета имени Бородина (EMI CDS 7 49775 2), исполнение «Camerata Lysy» (Claves 50-8507), «Ленинград-квартета» (Vogue 651009), а также оркестровые версии записи сочинения — Филиппом Антремоном с Венским симфоническим оркестром (Naxos 8 550404) и Ричардом Хикоксом с Лондонским оркестром «Симфония» (Virgo 7567-91568-2). Из этих пяти записей он выделял особо первую.
Биограф Чайковского Дэвид Браун в монографии о творчестве композитора, вышедшей в 2009 году, посвятил секстету небольшую отдельную главу. Он кратко описывал историю создания этого произведения, а само «Воспоминание о Флоренции» характеризовал как сочинение, исполненное очарования, в котором особо выделял первые две части. Он даже утверждал, что «Воспоминание о Флоренции» гораздо легче для восприятия, чем ранние камерные произведения композитора. Браун предупреждал, что секстет часто исполняют камерные оркестры, но, с его точки зрения, в случае, если такое исполнение плохо отрепетировано, то оно будет звучать избыточно тяжело, и восприятие его будет утомительным для слушателя. Браун даёт в своей книге краткую характеристику каждой из четырёх частей произведения.
Профессор Университета Далхаузи, историк музыки Дэвид Шрёдер писал, что, хотя секстет появился сразу после «Пиковой дамы», в отличие от мрачного характера оперы он возвращается к более светлой атмосфере Первого квартета — к более раннему музыкальному стилю композитора. Исходя из названия «Воспоминание о Флоренции», Шрёдер был уверен, что композитор вспоминал свои счастливые годы, которые он провёл во Флоренции — в одном из его любимых мест, где он довольно часто находил для себя приют за пределами России.
Современный биограф Чайковского Роланд Джон Уайли характеризовал секстет как «полное света произведение, идеал камерной музыки, предназначенный только для наслаждения». Он отмечал, что в каждой части произведения содержится отсылка к итальянской народной песне, что во вступительном хроматическом мотиве содержится намёк на песню австрийского композитора Гуго Вольфа «Kennst du das Land» (с нем. — «Ты знаешь край» в переводе Фёдора Тютчева), в которой Миньона, персонаж из романа Иоганна Вольфганга фон Гёте «Годы учения Вильгельма Мейстера» (1795—1796), поёт о том, что её влечет в страну цветущих лимонных деревьев, и что после завершения секстета в письме к фон Мекк композитор процитировал «Итальянский дневник» Гёте.

## В культуре
Переложение секстета для фортепиано в четыре руки было сделано композитором и музыкальным педагогом Генрихом Пахульским. Оно было издано в 1892 году одновременно в Москве и Лейпциге.
В дневнике Софьи Андреевны — супруги Льва Толстого — за 9 февраля 1903 года есть запись о посещении концерта камерной музыки в Москве. Квартет Сергея Танеева и секстет Чайковского лишь упомянуты в обзоре программы вечера, а про Квинтет для струнных и кларнета Моцарта написано: «прелестно, получила большое удовольствие».
Русский и советский писатель Владимир Лидин написал в конце 1960-х годов рассказ «Воспоминание о Флоренции». Он представляет собой повествование о расселении старого дома, на месте которого в будущем должен будет появиться гастроном. Два главных героя — одинокая Ляля и её сосед — флейтист одного из московских театров Андрей Милоствов — слушают записанное на грампластинке исполнение струнного секстета Чайковского. Милоствов воспоминает о своей поездке во Флоренцию вместе с недавно скончавшейся женой.
Писательница Инесса Плескачевская рассказывает в книге «Валентин Елизарьев. Полёт навстречу жизни. Как рождается балет» (2022) о съёмках Анатолием Эфросом в 1976 году телевизионного фильма «Фантазия». В основу фильма была положена повесть «Вешние воды» Ивана Тургенева. Фильм был экспериментальным — драматические сцены перемежались с балетными. В нём были заняты Майя Плисецкая, Иннокентий Смоктуновский, Андрей Попов. Музыку подобрал хореограф, народный артист СССР Валентин Елизарьев. Он настоял, чтобы «Воспоминание о Флоренции», использованное в фонограмме, исполнял не струнный секстет, а оркестр. Запись осуществил оркестр Большого театра, дирижировал народный артист РСФСР Марк Эрмлер. Отзывы критиков были на фильм негативными, и он на долгое время оказался на полке.
В 2017 году хореограф Джон Нормайер поставил в Гамбурге в сотрудничестве с Национальным балетом Канады в Торонто и Большим театром в Москве балет «Анна Каренина» на музыку из произведений Чайковского в живом исполнении. Одним из них стало «Воспоминание о Флоренции». Часть III Adagio Cantabile e con moto из струнного секстета звучит во фрагменте во втором акте, который повествует о пребывании Алексея Вронского с Анной Карениной в Италии. Хотя главная героиня счастлива с любимым человеком, но ей не даёт покоя беспокойство о сыне Серёже. Анна постоянно видит зловещий сон о погибшем в первый день её встречи со Вронским работнике. Над отношениями с Вронским нависает угроза разрыва.
В 2020 году в проекте «Con Spirito. Лекции о классической музыке» вышел выпуск, подготовленный музыковедом Лялей Кандауровой и посвящённый струнному секстету Чайковского.